# صالح روضاتی
صالح روضاتی زاده (۲۶ مرداد ۱۳۶۱ در اصفهان) بازیگر،هنرمند، موسیقیدان فارغ التحصیل کارشناسی ارشد در رشته عکاسی و هنر مفهومی از آکادمی هنرهای زیبا وین و تعلیم دیده رشته طراحی صحنه فیلم و تئاتر از دانشگاه هنرهای کاربردی وین او در حال حاضر در شهر وین در اتریش زندگی و کار می‌کند. در زمینه عکاسی برنده جایزه‌های گوناگون شده و نمایشگاه‌های گروهی و انفرادی نقاشی و عکاسی در کشورهای اروپایی برگزار کرده‌است.

## زندگی
صالح روضاتی متولد در شهر اصفهان فعالیت هنری خود را ابتدا با نوازندگی سازهای کوبه ای در سبک موسیقی سنتی ایرانی آغاز نمود و سپس به نوازندگی ساز ویولون سل در سبک موسیقی کلاسیک روی آورد. او در سن بیست و چهار سالگی برای تحصیل در رشته نوازندگی ساز ویلون سل به آلمان مهاجرت کرد. وی پس از دو سال از آلمان به شهر وین در کشور اتریش مهاجرت کرد و سپس در آنجا به هنرهای تجسمی رو آورد.

## فیلم‌شناسی

### سینما
| سال  | فیلم        | نقش                      | کارگردان     | توضیحات |
| ---- | ----------- | ------------------------ | ------------ | ------- |
| ۲۰۱۱ | آن مردی که… | مرد                      | فرهاد بازیان |         |
| ۲۰۰۴ | شهید        | پرده خوان، راوی          | نرگس کلهر    |         |
| ۲۰۰۴ | هپی لند     | نوازنده ویولن سل از لندن | اوی رومن     |         |

## جایزه‌ها
- جایزه اول مسابقه جهانی عکس سونی به انگلیسی: "Sony World Photography Awards[۲]" بخش مردم در سال ۲۰۱۵[۲][۳]
- جایزه اول در مسابقه عکاسی "رنگهای نور " با موضوع مهاجرت در سال ۲۰۰۹[۴]